# Malthinus tadzhikistanicus
Malthinus tadzhikistanicus is een keversoort uit de familie soldaatjes (Cantharidae). De wetenschappelijke naam van de soort werd in 1980 gepubliceerd door Svihla.